# Pipunculus viduus
Pipunculus viduus är en tvåvingeart som beskrevs av Cresson 1911. Pipunculus viduus ingår i släktet Pipunculus och familjen ögonflugor.
Artens utbredningsområde är Vermont. Inga underarter finns listade i Catalogue of Life.